# Butyny
Butyny (ukrainisch Бутини; russisch Бутыны, polnisch Butyny) ist ein Dorf im Norden der ukrainischen Oblast Lwiw mit etwa 1500 Einwohnern (2024).

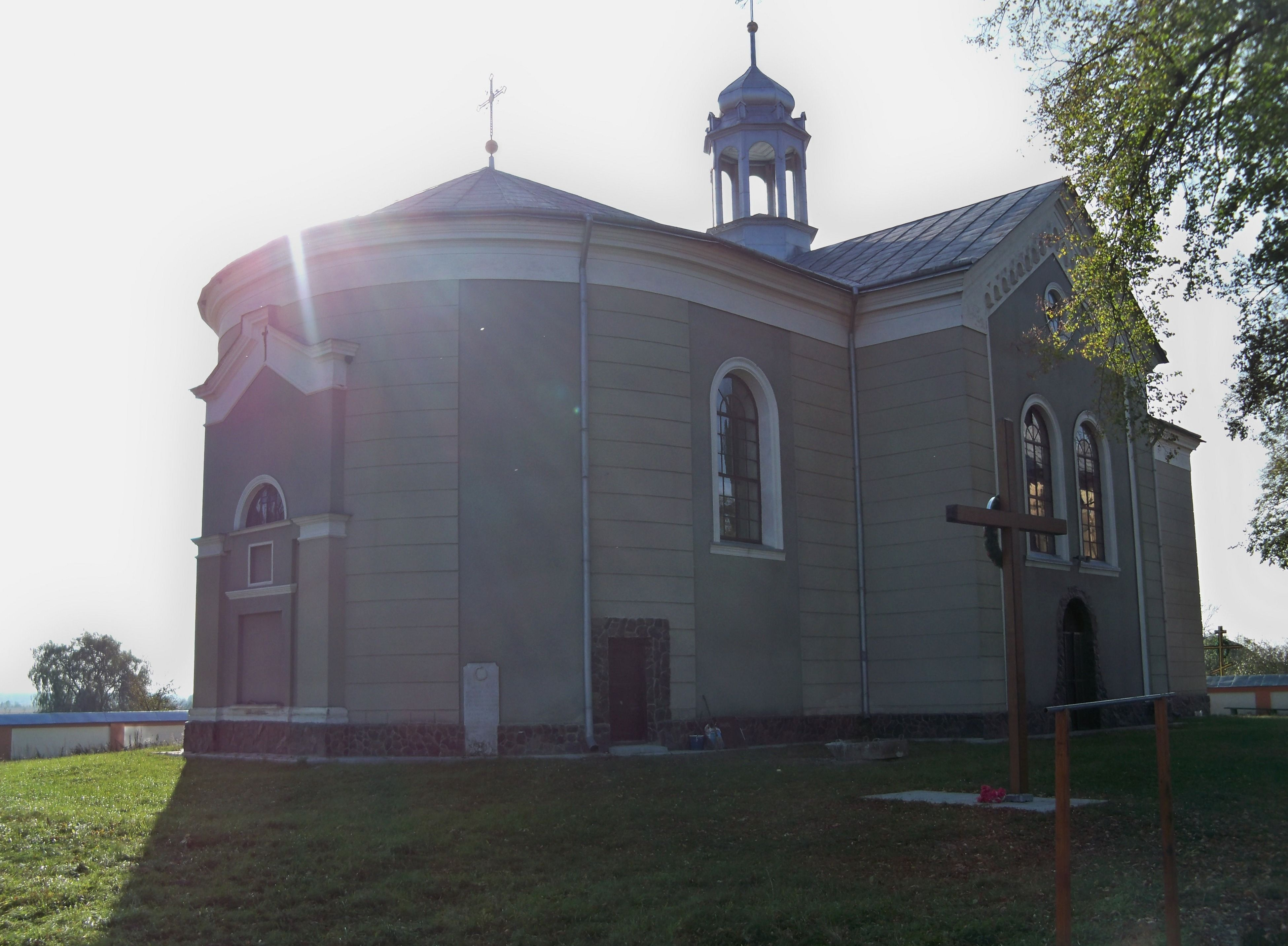
St.-Georg-Kirche in Butyny

Das erstmals 1535 schriftlich erwähnte Dorf lag ursprünglich in der Adelsrepublik Polen und wurde in der königlichen Illustration von 1565 ausführlich beschrieben.
Butyny liegt auf einer Höhe von 207 m am Ufer der Rata, einem 76 km langen, linken Nebenfluss des Bug
Am 29. Oktober 2017 wurde das Dorf ein Teil der neu gegründeten Stadtgemeinde Welyki Mosty, bis dahin bildet sie eine eigenständige Landratsgemeinde im Süden des Rajon Sokal.
Am 12. Juni 2020 wurde das Dorf, welches bis dahin im Rajon Sokal lag, ein Teil des neu gegründeten Rajons Tscherwonohrad.
Die Ortschaft befindet sich 12 km westlich vom Gemeindezentrum Welyki Mosty, 40 km südwestlich vom Rajonzentrum Sokal und etwa 55 km nördlich vom Oblastzentrum Lwiw.